# 伯利恒省
伯利恒省（阿拉伯语：‎，羅馬化：Muḥāfaẓat Bayt Laḥm）為巴勒斯坦16個行政區劃之一，位於巴勒斯坦西岸地區南部，北部與耶路撒冷省相鄰，首府為伯利恒，根據巴勒斯坦中央統計局統計，伯利恒省於2006年人口為180,116人。